# HD 2696
HD 2696，又名CD-24 179，SAO 166318、HR 118，是一颗恒星，视星等为5.19，位于銀經66.87，銀緯-84.19，其B1900.0坐标为赤經0h 25m 22.7s，赤緯-24° -84.19′ 27″。